# Otdelénie Nº 5 sovkhoza Rossiïski
Otdelénie Nº 5 sovkhoza Rossiïski (en rus: Отделение № 5 совхоза «Российский») és un poble de l'óblast d'Omsk, a Rússia, que en el cens del 2010 tenia 196 habitants. Pertany al districte rural de Mariànovka.